# Arkamaniqo
Arkamaniqo (görögös formában: (I.) Ergamenész; uralkodott: kb. i. e. 270 – 260 körül) núbiai kusita király, a meroitikus időszak első uralkodója.

## Uralkodása
Egyetlen, teljes bizonyossággal neki tulajdonítható említése a begaravijai déli temetőben álló piramisából származik (S 6 piramis). Emellett számos tudós azonosnak tartja az Ergamenész nevű núbiai királlyal, akit Diodórosz Szikülosz említ Bibliotheca historica című művében. Diodórosz Knidószi Agatarkhidészt idézve beszánol arról, hogy a nagy hatalmú papság Ergamenész halálát akarta, hogy kedvére tegyen az isteneknek, a király azonban, mivel neveltetése során hellenisztikus műveltséget kapott, erős akaratával elkerülte sorsát és legyőzte a papságot.
A legfurcsábbak azonban a körülmények, amelyek a király halálát övezik. Meroéban a papok, akik buzgók az istenek imádatában és tiszteletében és a társadalom legmagasabb legbefolyásosabb osztályát alkotják, üzenetet küldenek a királynak, s megparancsolják neki, hogy haljon meg. Úgy tesznek, mintha ez egy istenek által küldött orákulum lenne, és a halhatatlanok parancsát halandók nem hagyhatják figyelmen kívül. (…) A régi időkben a királyok alá voltak vetve a papoknak, (így) anélkül, hogy akár a kar vagy bármilyen fegyver ereje legyőzte volna őket, a saját szellemüket bírta le ez a babonaság. II. Ptolemaiosz korában azonban Ergamenész, az etiópok királya, aki görög neveltetést kapott, elsőként szembe mert szállni ezzel a paranccsal. Királyhoz méltó elszántsággal, fegyveres erővel ment el a tiltott helyre, ahol az etiópok arany temploma állt, és az összes papot legyilkoltatva eltörölte ezt a tradíciót és a saját szándéka szerinti szokásokat vezetett be.
A modern kutatás és forráskritikai elemzés ugyan elveti a leírt esemény szó szerinti értelmezését, de forrás mindenképpen belső harcokra utal. A Diodórosz által leírtakat ma úgy értelmezik, hogy dinasztiaváltás ment végbe, és Arkamaniqo a legnagyobb valószínűséggel erőszakos módon ragadta magához a hatalmat a Napata időszak utolsó uralkodóitól. Ugyancsak feltűnő, hogy a király uralkodói nevéül XXV. dinasztia korabeli Amaszisz egyiptomi fáraó nevét választotta, aki szintén erőszakosan került hatalomra.
Arkamaniqo trónra lépésével nyilvánvaló vált, hogy a Kusita királyság hatalmi centruma, Napata környékéről végérvényesen a birodalom délebbi, butanai (Atbara és a Nílus közötti) területre tolódott. Ez a politika a ősi napatai királyi temetők felhagyásában is megnyilvánult, és a abban, hogy ez az uralkodó Meroé város mellett építette fel piramisát a begrawiyahi déli temetőben. Így számos tudós Arkamaniqót tartja a núbiai történelem meroéi korszaka első uralkodójának; ez az a korszak, amikor az afrikai hatás egyre erősebbé vált a királyságban.
Amennyiben Arkamaniqo valóban azonos Ergamenésszel, úgy fontos támpontot nyújt a núbiai történelmi események datálásához, mivel Diodórosz II. Ptolemaiosz (i. e. 285–246) kortársának tartja. A legtöbb núbiai uralkodót nehéz pontosan datálni, és sorrendjüket sem egyszerű felállítani. A görög kultúra, amelyből Diodórosz szerint Ergamenész erős akarata ered, a ptolemaida királyság görög-egyiptomi kultúráját jelentheti.

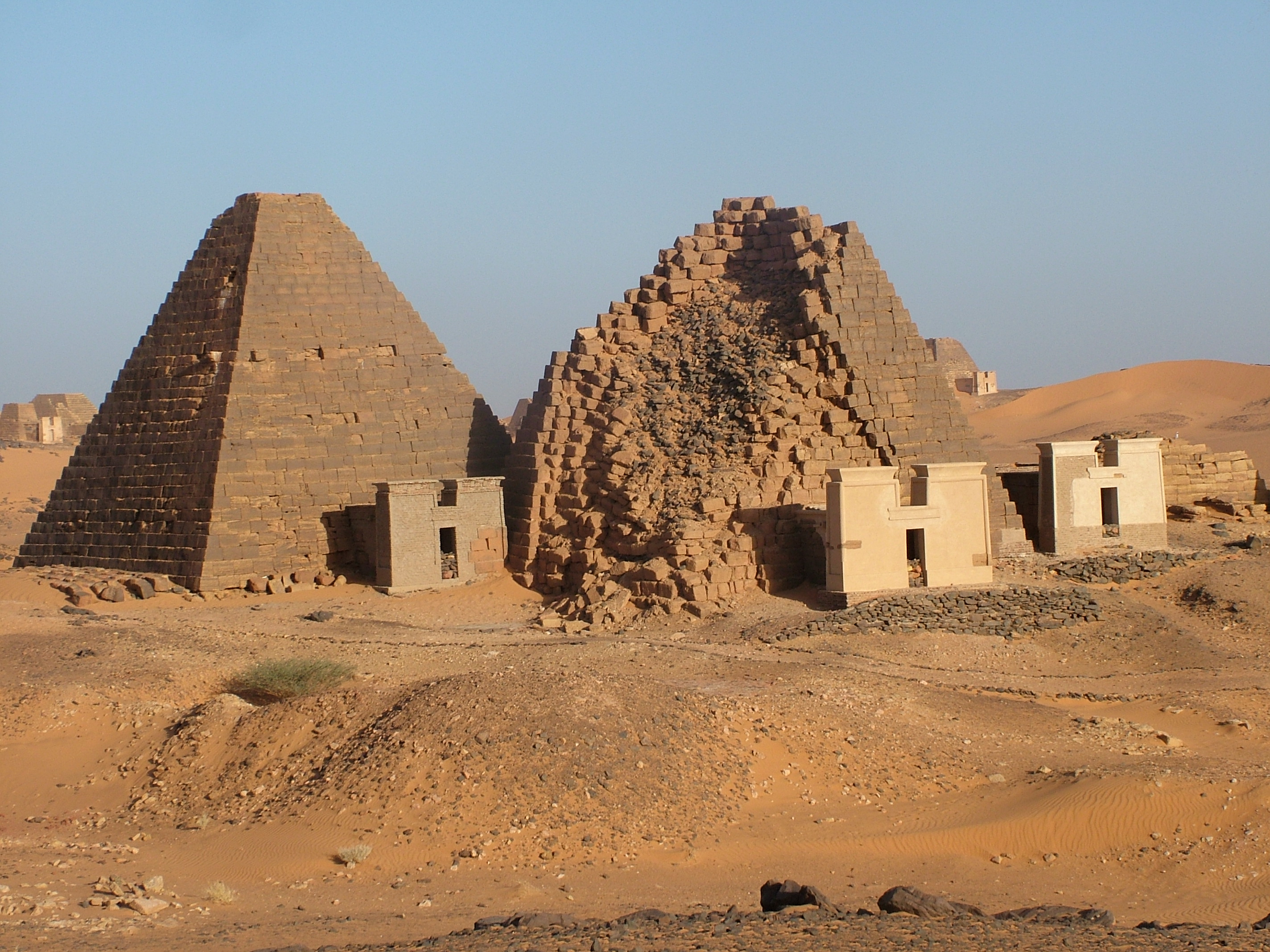
Arkamaniqo király piramisa (középen) a meroéi déli temetőben
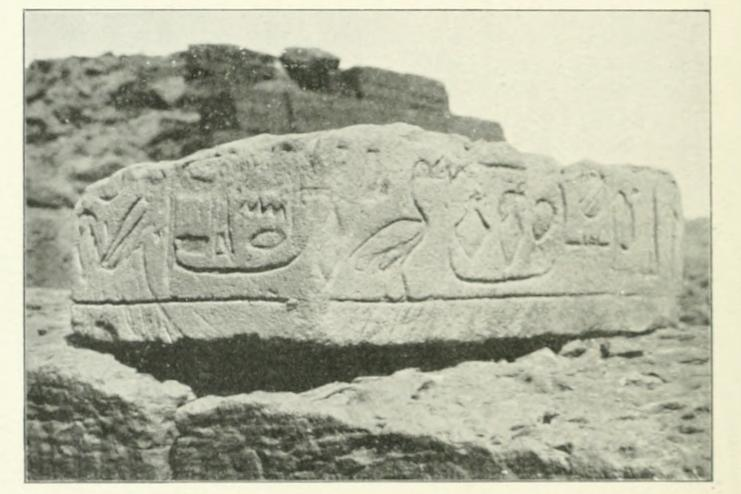
Arkamaniqo kártusai egy Kelet-Meroéban talált kőtöredéken

## Fordítás
- Ez a szócikk részben vagy egészben  az   Arakamani című angol Wikipédia-szócikk ezen változatának fordításán alapul.  Az eredeti cikk szerkesztőit annak laptörténete sorolja fel. Ez a jelzés csupán a megfogalmazás eredetét és a szerzői jogokat jelzi, nem szolgál a cikkben szereplő információk forrásmegjelöléseként.